# CD 오페라리우

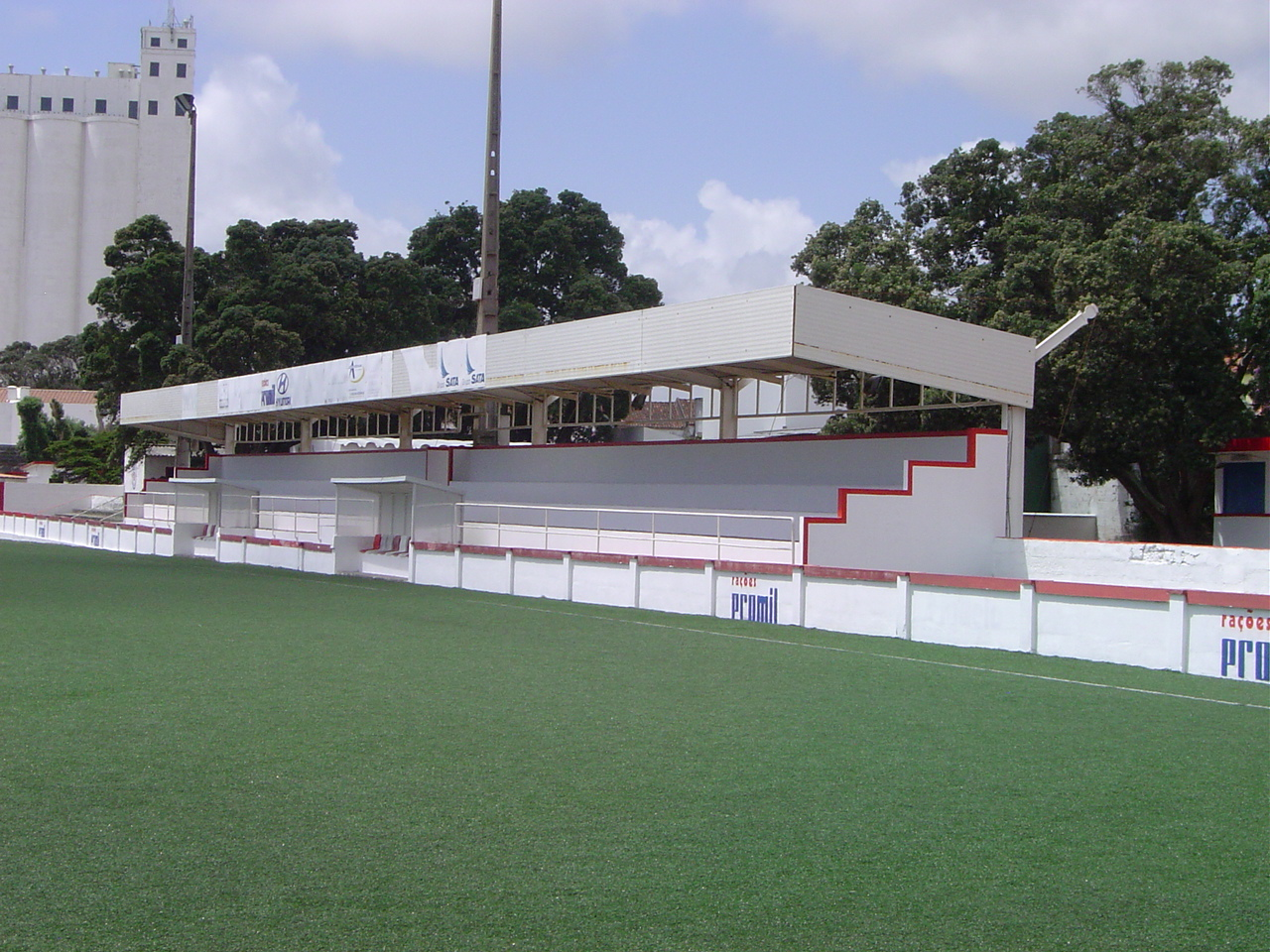
CD Operario 메인 스탠드

CD 오폐라리우(포르투갈어: Clube Operário Desportivo)는 1948년 창단된 포르투갈 아소르스 제도의 상미겔섬 아소르스 제도에 있는 라고아에 연고지를 둔 포르투갈의 축구단이다.

## 선수 명단

### 현역
참고: FIFA 자격 규정에 따라 소속된 국가대표팀 국기를 표시합니다. 선수는 복수의 FIFA 비회원국 국적을 가지고 있을 수 있습니다.
| 번호 | 포지션 | 국적     | 이름            |
| ---- | ------ | -------- | --------------- |
| 6    | DF     |          | 이고르 카르타슈 |
| 8    | DF     | 포르투갈 | 곤살루 레예스   |
| 9    | FW     |          | 네토            |
| 11   | DF     |          | 줄리안 두아르테 |
| 14   | FW     |          | 파울로 베사     |

| 번호 | 포지션 | 국적 | 이름     |
| ---- | ------ | ---- | -------- |
| 18   | MF     |      | 마르카오 |